# Castellanethes sanfilippoi
Castellanethes sanfilippoi is een pissebed uit de familie Trichoniscidae. De wetenschappelijke naam van de soort is voor het eerst geldig gepubliceerd in 1952 door Brian.